# Tre età dell'uomo
Le Tre età dell'uomo (conosciuto anche come la Lezione di canto) è un dipinto a olio su tavola (62x77 cm) di Giorgione, databile al 1500-1501 circa e custodito nella Galleria Palatina a Firenze.

## Storia
L'opera viene identificata con quella descritta da Marcantonio Michiel nel "Camerino delle anticaglie" di Gabriele Vendramin (1486-1552) a Venezia, citata anche in inventario del 1569. Nel 1666 è indicata nella collezione del pittore Nicolò Renieri come  Marcantonio che studia tra due filosofi e opera di Palma il Vecchio. Nel 1698, è documentata nelle collezioni del gran principe Ferdinando de' Medici. Confiscata dai napoleonici rimase al Musée Napoleon dal 1799 al 1815 come opera di Giorgione e titolata La leçon de chant come documentato dal un'incisione di Lambert Antoine Claessens. Ritornata in Italia la tavola col triplice ritratto venne inizialmente riferita alla "scuola lombarda" e poi attribuita al Lotto.  Nel 1880 Morelli fu il primo a restituirla a Giorgione, ma non mancarono varie proposte successive come opera di Morto da Feltre o del Torbido. Longhi nel 1923 lo attribuì al Giambellino, ipotesi parzialmente condivisa dal Berenson nel 1936 e Pallucchini lo espose a Venezia nella grande mostra del 1949 dedicata a questo maestro pur sottolineando le problematicità attributive. Con i medesimi dubbi fu esposto da Zampetti nella mostra Giorgione e i giorgioneschi (Venezia 1955), dubbi ancora rammentati nel catalogo del 1968. Nel 1969 Pignatti confermò l'attuale l'attribuzione a Giorgione dapprima ponendola come opera tarda poi collocandola nei primi mesi del 1500, attribuzione e datazione oggi prevalentemente accettata anche se il dibattito della critica è ancora attivo.

## Descrizione e stile

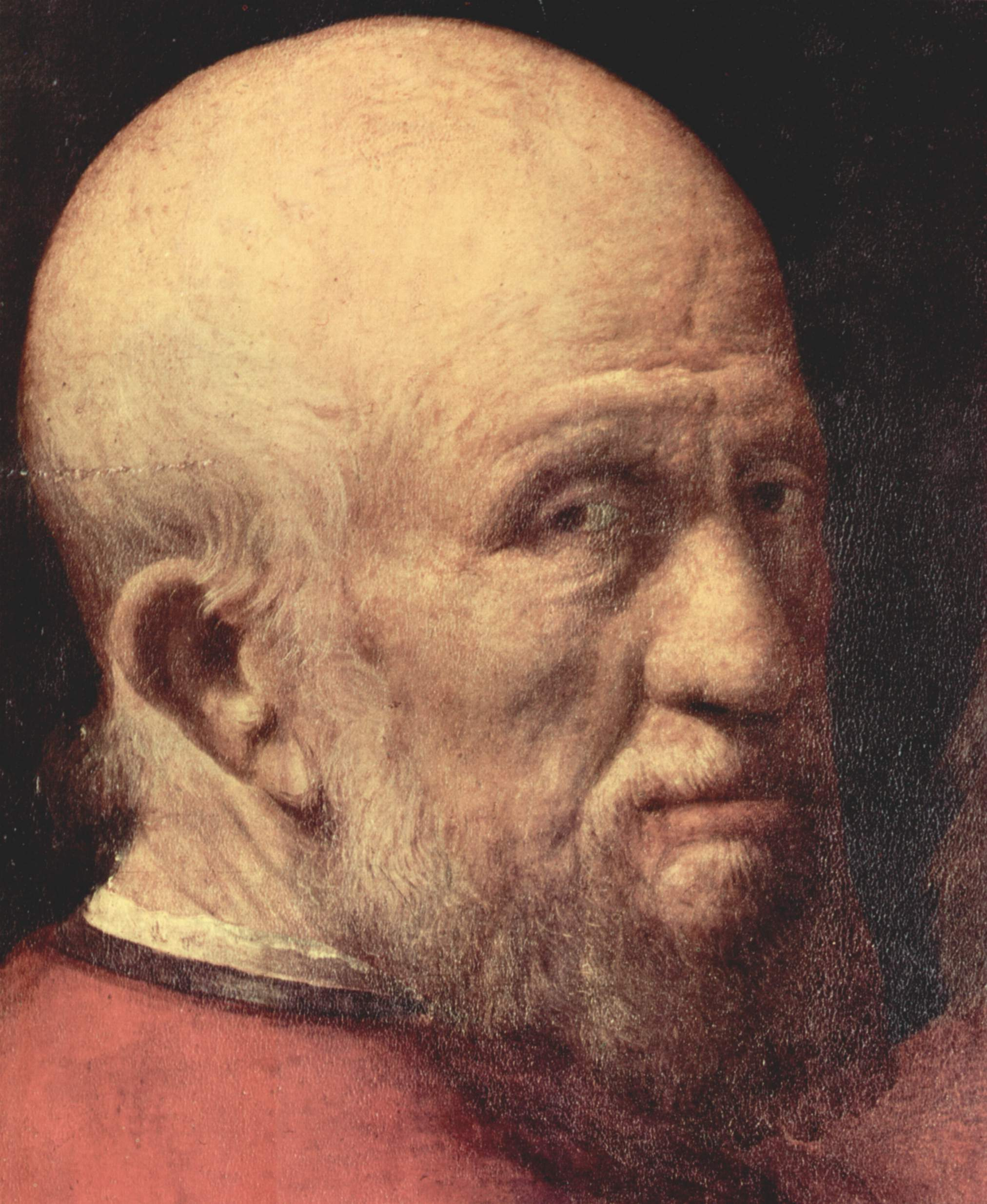
Dettaglio

Il soggetto del dipinto è tutt'altro che chiaro. Il titolo con cui oggi è più noto è appunto Tre età dell'uomo, ma altre ipotesi di individuazione del soggetto hanno parlato di una Lezione di canto o dell'Educazione del giovane Marco Aurelio. Interessante è la metafora della lezione per evidenziare l'educazione del giovane in cui lo studio della musica corrisponde alla ricerca di un'armonia universale. Invece la rilevanza del personaggio più vecchio, unico ad interloquire con l'osservatore, rende possibile ipotizzare che si tratti di una rappresentazione del Memento senescere, un esperimento di allegoria elusiva che poi diverrà comune nell'opera del pittore. Il giovane sulla destra viene identificato da alcuni studiosi con il ritratto del musicista Philippe Verdelot.
Nella scena sono presenti tre personaggi, di età differenti, su fondo scuro: il giovane al centro legge attentamente un foglio su cui sono accennati due righi di un pentagramma, l'adulto alla sua sinistra indica lo stesso spartito, o forse scandisce il ritmo, ed un vecchio dal volto segnato da rughe e cicatrici rivolge lo sguardo verso l'osservatore esterno. Presumibilmente si tratta dello stesso uomo, rappresentato in tre momenti della sua vita.
Il fondo scuro fa risaltare l'incisiva scelta cromatica applicata ai personaggi; le vesti e gli incarnati emergono dallo sfondo gradualmente, con il procedimento dello "sfumato" tipicamente leonardesco. Anche la stesura pittorica con sottili velature deriva da Leonardo, con attenzione meticolosa nei dettagli, come le capigliature dipinte spesso con sottilissime pennellate.
L'elemento allegorico trainante, spesso presente nei quadri di Giorgione, è in questo caso la musica, espressione dell'animo stesso dell'uomo e dell'armonia che lega l'esistenza.